# Lista sezoanelor Campionatului Mondial de Raliuri
Lista sezoanelor Campionatului Mondial de Raliuri include toate sezoanele Campionatului Mondial de Raliuri FIA, începând cu ediția inaugurală din sezonul 1973 până în prezent.
| Sezon | Raliuri | Clasamentul piloților    | Clasamentul piloților    | Clasamentul piloților    | Clasamentul constructorilor | Clasamentul constructorilor | Clasamentul constructorilor |
| Sezon | Raliuri | 1st                      | 2nd                      | 3rd                      | 1st                         | 2nd                         | 3rd                         |
| ----- | ------- | ------------------------ | ------------------------ | ------------------------ | --------------------------- | --------------------------- | --------------------------- |
| 1973  | 13      | No drivers' championship | No drivers' championship | No drivers' championship | Alpine-Renault              | Fiat                        | Ford                        |
| 1974  | 8       | No drivers' championship | No drivers' championship | No drivers' championship | Lancia                      | Fiat                        | Ford                        |
| 1975  | 10      | No drivers' championship | No drivers' championship | No drivers' championship | Lancia                      | Fiat                        | Alpine-Renault              |
| 1976  | 10      | No drivers' championship | No drivers' championship | No drivers' championship | Lancia                      | Opel                        | Ford                        |
| 1977  | 11      | Sandro Munari            | Björn Waldegård          | Bernard Darniche         | Fiat                        | Ford                        | Toyota                      |
| 1978  | 11      | Markku Alén              | Jean-Pierre Nicolas      | Hannu Mikkola            | Fiat                        | Ford                        | Opel                        |
| 1979  | 12      | Björn Waldegård          | Hannu Mikkola            | Markku Alén              | Ford                        | Datsun                      | Fiat                        |
| 1980  | 12      | Walter Röhrl             | Hannu Mikkola            | Björn Waldegård          | Fiat                        | Datsun                      | Ford                        |
| 1981  | 12      | Ari Vatanen              | Guy Fréquelin            | Hannu Mikkola            | Talbot                      | Datsun                      | Ford                        |
| 1982  | 12      | Walter Röhrl             | Michèle Mouton           | Hannu Mikkola            | Audi                        | Opel                        | Nissan                      |
| 1983  | 12      | Hannu Mikkola            | Walter Röhrl             | Markku Alén              | Lancia                      | Audi                        | Opel                        |
| 1984  | 12      | Stig Blomqvist           | Hannu Mikkola            | Markku Alén              | Audi                        | Lancia                      | Peugeot                     |
| 1985  | 12      | Timo Salonen             | Stig Blomqvist           | Walter Röhrl             | Peugeot                     | Audi                        | Lancia                      |
| 1986  | 13      | Juha Kankkunen           | Markku Alén              | Timo Salonen             | Peugeot                     | Lancia                      | Volkswagen                  |
| 1987  | 13      | Juha Kankkunen           | Miki Biasion             | Markku Alén              | Lancia                      | Audi                        | Renault                     |
| 1988  | 13      | Miki Biasion             | Markku Alén              | Alex Fiorio              | Lancia                      | Ford                        | Audi                        |
| 1989  | 13      | Miki Biasion             | Alex Fiorio              | Juha Kankkunen           | Lancia                      | Toyota                      | Mazda                       |
| 1990  | 12      | Carlos Sainz             | Didier Auriol            | Juha Kankkunen           | Lancia                      | Toyota                      | Mitsubishi                  |
| 1991  | 14      | Juha Kankkunen           | Carlos Sainz             | Didier Auriol            | Lancia                      | Toyota                      | Mitsubishi                  |
| 1992  | 14      | Carlos Sainz             | Juha Kankkunen           | Didier Auriol            | Lancia                      | Toyota                      | Ford                        |
| 1993  | 13      | Juha Kankkunen           | François Delecour        | Didier Auriol            | Toyota                      | Ford                        | Subaru                      |
| 1994  | 10      | Didier Auriol            | Carlos Sainz             | Juha Kankkunen           | Toyota                      | Subaru                      | Ford                        |
| 1995  | 8       | Colin McRae              | Carlos Sainz             | Kenneth Eriksson         | Subaru                      | Mitsubishi                  | Ford                        |
| 1996  | 9       | Tommi Mäkinen            | Colin McRae              | Carlos Sainz             | Subaru                      | Mitsubishi                  | Ford                        |
| 1997  | 14      | Tommi Mäkinen            | Colin McRae              | Carlos Sainz             | Subaru                      | Ford                        | Mitsubishi                  |
| 1998  | 13      | Tommi Mäkinen            | Carlos Sainz             | Colin McRae              | Mitsubishi                  | Toyota                      | Subaru                      |
| 1999  | 14      | Tommi Mäkinen            | Richard Burns            | Didier Auriol            | Toyota                      | Subaru                      | Mitsubishi                  |
| 2000  | 14      | Marcus Grönholm          | Richard Burns            | Carlos Sainz             | Peugeot                     | Ford                        | Subaru                      |
| 2001  | 14      | Richard Burns            | Colin McRae              | Tommi Mäkinen            | Peugeot                     | Ford                        | Mitsubishi                  |
| 2002  | 14      | Marcus Grönholm          | Petter Solberg           | Carlos Sainz             | Peugeot                     | Ford                        | Subaru                      |
| 2003  | 14      | Petter Solberg           | Sébastien Loeb           | Carlos Sainz             | Citroën                     | Peugeot                     | Subaru                      |
| 2004  | 16      | Sébastien Loeb           | Petter Solberg           | Markko Märtin            | Citroën                     | Ford                        | Subaru                      |
| 2005  | 16      | Sébastien Loeb           | Petter Solberg           | Marcus Grönholm          | Citroën                     | Peugeot                     | Ford                        |
| 2006  | 16      | Sébastien Loeb           | Marcus Grönholm          | Mikko Hirvonen           | Ford                        | Kronos Citroën              | Subaru                      |
| 2007  | 16      | Sébastien Loeb           | Marcus Grönholm          | Mikko Hirvonen           | Ford                        | Citroën                     | Subaru                      |
| 2008  | 15      | Sébastien Loeb           | Mikko Hirvonen           | Dani Sordo               | Citroën                     | Ford                        | Subaru                      |
| 2009  | 12      | Sébastien Loeb           | Mikko Hirvonen           | Dani Sordo               | Citroën                     | Ford                        | Stobart Ford                |
| 2010  | 13      | Sébastien Loeb           | Jari-Matti Latvala       | Petter Solberg           | Citroën                     | Ford                        | Citroën Junior              |
| 2011  | 13      | Sébastien Loeb           | Mikko Hirvonen           | Sébastien Ogier          | Citroën                     | Ford                        | Stobart Ford                |
| 2012  | 13      | Sébastien Loeb           | Mikko Hirvonen           | Jari-Matti Latvala       | Citroën                     | Ford                        | M-Sport Ford                |